# Interférométrie à très longue base
L'interférométrie à très longue base (ou VLBI, Very Long Baseline Interferometry) est un procédé d'interférométrie astronomique utilisé en radioastronomie, dans lequel les données reçues de chaque antenne du réseau sont marquées avec une heure précise, généralement fournie par une horloge atomique locale, puis enregistrées sur bande magnétique ou disque dur. Les enregistrements de chaque antenne sont ensuite rassemblés et corrélés afin de produire l'image résultante.
La résolution atteignable avec un interféromètre est proportionnelle à la distance séparant les antennes les plus éloignées du réseau et à la fréquence observée. La reconstitution d'observations VLBI étant différée et déportée, cela autorise une longueur de base bien plus grande qu'avec les techniques conventionnelles qui requièrent que les antennes soient physiquement connectées par câble coaxial, guide d'ondes, fibre optique ou tout autre type de ligne de transmission. Un éloignement gigantesque des télescopes est possible grâce à la technique d'imagerie par clôture de phase (en)  développée par Roger Jennison (en) dans les années 1950, permettant ainsi une résolution supérieure. Les réseaux VLBI fonctionnent généralement en ondes radio; cependant des travaux sont en cours pour porter la technique dans le domaine optique.[réf. nécessaire].

## Applications
L'interférométrie à très longue base est réputée pour l'observation des radiosources lointaines, la poursuite des véhicules spatiaux et diverses applications en astrométrie. De plus, comme cette technique est basée sur la mesure des écarts temporels de l'arrivée d'ondes radios sur différentes antennes, on peut aussi l'utiliser de façon inverse pour évaluer précisément la configuration du réseau d'antennes et ainsi étudier la rotation de la Terre, la tectonique des plaques (avec une précision millimétrique) et d'autres types de géodésie. Cette manière d'utiliser le VLBI nécessite de longues et nombreuses observations de sources lointaines (telles que des quasars) par un réseau global d'antennes.
Le VLBI a permis des avancées scientifiques dans les domaines suivants :
- observation de particules ultrarelativistes éjectées de trous noirs (voir quasar) ;
- observation de la surface d'étoiles proches dans le domaine radio (voir interférométrie) — des techniques similaires ont permis de le faire aussi en infrarouge et en optique ;
- définition des référentiels céleste et terrestre ;
- mouvement des plaques tectoniques ;
- déformations régionales en surrection et affaissement ;
- variations de l'orientation terrestre et de la longueur du jour ;
- mesure de la force gravitationnelle exercée par le Soleil ou la Lune sur la Terre et sa structure interne ;
- amélioration des modèles atmosphériques ;
- mesure de la vitesse de la gravité ;
- suivi de la descente de la sonde Huygens dans l'atmosphère de Titan, permettant d'y mesurer la vitesse des vents.

## Réseaux VLBI dans le monde
Il y a plusieurs réseaux VLBI en Europe, aux États-Unis et au Japon. Le réseau le plus sensible est l'European VLBI Network (EVN), utilisé à temps partiel et dont les données sont corrélées par le Joint Institute for VLBI in Europe (JIVE). Aux États-Unis, le Very Long Baseline Array (VLBA) fonctionne toute l'année. L'EVN et le VLBA font essentiellement des observations astronomiques, leur fonctionnement combiné est connu sous le nom de Global VLBI.

### e-VLBI
Depuis 2004, il est possible de traiter en temps réel les observations de radiotélescopes VLBI, employant toujours leurs référentiels horaires locaux, mais sans être obligé de stocker localement ces données. En Europe, six télescopes sont connectés au JIVE via le réseau GÉANT2, par fibre optique à 1 Gbit/s.

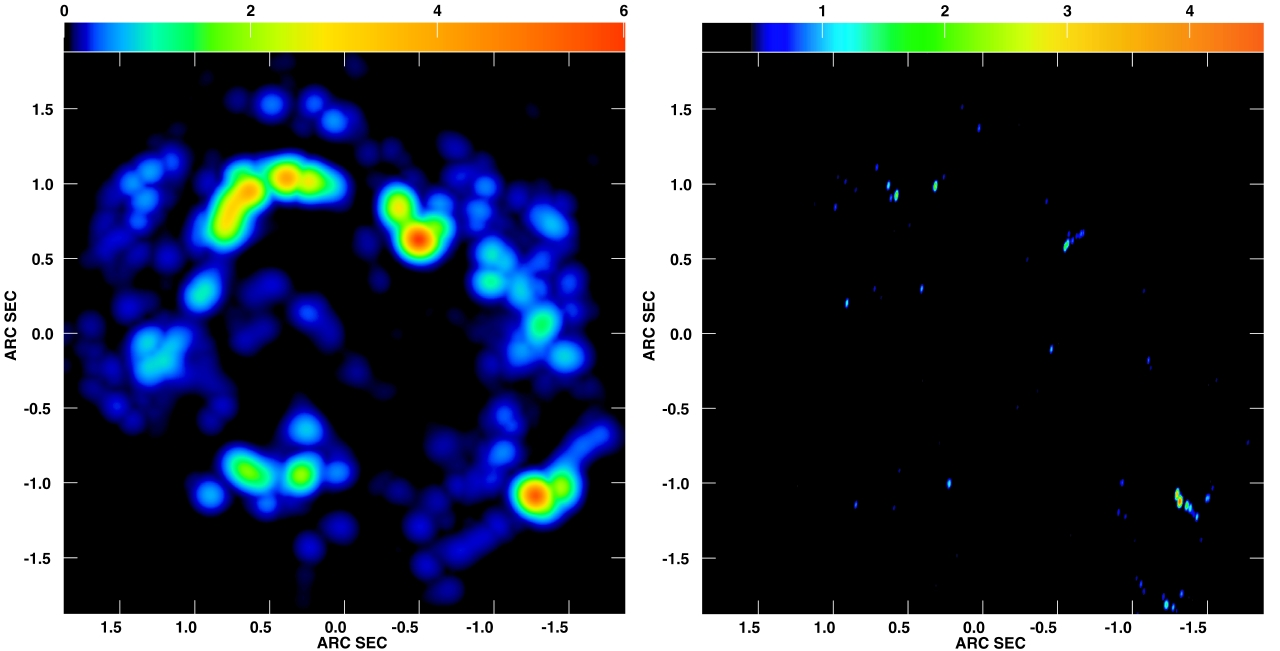
Émission maser de IRC+10420 observée par le réseau MERLIN (à gauche) et par e-VLBI (à droite)

La première démonstration mettant en œuvre ce réseau fut l'observation de l'hypergéante jaune IRC+10420 le 22 septembre 2004.
Elle mit en œuvre les télescopes de l'EVN et le radiotélescope d'Arecibo, formant une base de 8 200 km qui atteint une résolution de 20 milliseconde d'arc, 5 fois meilleure que celle de Hubble.
L'observation de cette future supernova dura 22 heures et rassembla 9 To de données débitées à 32 Mbit/s.
Bien que d'un intérêt scientifique modeste, les résultats obtenus permettent d'envisager l'observation de tels phénomènes avec une finesse de détail qui en révèle l'évolution à l'échelle de semaines ou de mois.

### VLBI spatiale
Quand un ou plusieurs de ces réseaux sont associés à une ou plusieurs antennes spatiales, ce type de configuration nommé SLVBI (Space Very Long Baseline Interferometry ), atteint une résolution dépassant celle de tout autre instrument astronomique observant le ciel avec un niveau de détail de l'ordre de la microseconde d'arc.
Ce concept est l'objet du projet VSOP (VLBI Space Observatory Program) du JPL, financé par la NASA et développé par l'agence spatiale japonaise ISAS. Le satellite HALCA du VSOP est un radiotélescope de 8 mètres qui fut lancé en février 1997. Il a opéré en orbite elliptique autour de la Terre jusqu'en 2005, constituant l'extrémité d'une base de VLBI avec des télescopes terrestres. Ces objectifs principaux étaient les noyaux de galaxies actives, mais il observa également les masers à eau, masers OH, étoiles radio et pulsars
Une base d'interférométrie entre le sol et l'espace procure une résolution 3 à 10 fois meilleure que celle atteignable par un VLBI terrestre pour la même fréquence observée. Quatre stations de poursuite participent au projet SLVBI.
L'ensemble du système était supposé opérer automatiquement, nécessitant seulement un planning d'observations, des prédictions Doppler et les vecteurs d'état du satellite pour assurer les poursuites et réaliser toutes les observations sans intervention humaine. Cela n'a cependant pas été atteint et le système requiert la présence permanente d'opérateurs.

## Comment fonctionne le VLBI

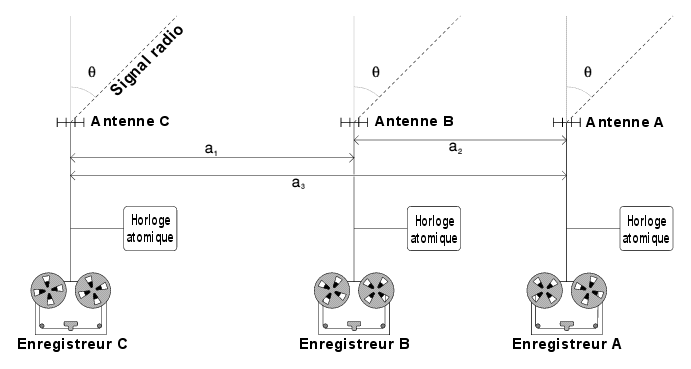
Enregistrement des données sur chaque télescope

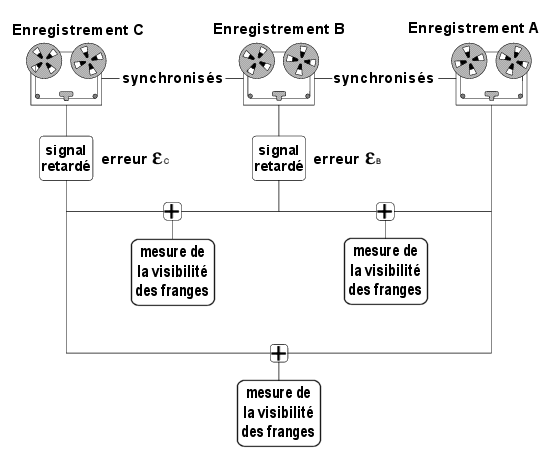
Relecture des observations enregistrées

En interférométrie à très longue base, les données sont en général enregistrées au niveau de chaque télescope (par le passé, cela se faisait sur de larges bandes magnétiques, mais aujourd'hui les supports sont des disques durs en RAID, voire non stockées localement dans le cas de l'e-VLBI). Conjointement aux mesures de signaux astronomiques, l'heure extrêmement précise d'une horloge atomique locale est enregistrée. Les informations sont ensuite rassemblées depuis chaque télescope.
Au lieu de rassemblement, le corrélateur relit les observations. Le décalage temporel entre les sources est synchronisé selon les signaux d'horloge enregistrés et est ajusté à partir d'une estimation des moments d'arrivée des signaux aux différents télescopes. Plusieurs décalages dans une plage de quelques nanosecondes sont ainsi testés jusqu'à trouver les bonnes valeurs.
Chaque antenne se trouve à une distance différente de la source radio, et comme en interférométrie classique, le retard imputé à l'éloignement supplémentaire d'une antenne doit être introduit artificiellement dans le signal de cette antenne. Ce retard peut être approximativement calculé en fonction de la géométrie de la base. La relecture des signaux est synchronisée par la cadence des informations conjointes des horloges atomiques. Si la position des antennes n'est pas connue avec assez de précision ou si les perturbations atmosphériques sont significatives, des ajustements fins des retards doivent être faits jusqu'à l'obtention de franges d'interférence.
Si le signal de l'antenne A est utilisé comme référence, les imprécisions et retards induiront les erreurs {\displaystyle \epsilon _{B}} and {\displaystyle \epsilon _{C}} dans les phases respectives des signaux des antennes B et C (voir figure ci-contre). Il en résulte que la phase de la visibilité complexe ne peut être mesurée avec un interféromètre VLBI.
La phase de la visibilité complexe dépend de la symétrie de la distribution de brillance de la source. Toute distribution de brillance peut être décomposée en la somme d'une composante symétrique et d'une composante anti-symétrique. La composante symétrique de la distribution ne contribue qu'à la partie réelle de la visibilité complexe tandis que la composante anti-symétrique ne contribue qu'à la partie imaginaire. Comme la phase de la visibilité complexe mesurée ne peut être connue en VLBI, la symétrie des contributions de la distribution de brillance de la source ne peut l'être non plus.
Roger Jennison (en) développa une nouvelle technique d'obtention d'informations sur la visibilité complexe en présence d'erreurs de retard importantes, à partir d'une grandeur mesurable nommée clôture de phase (en). Bien que les premières expériences de mesure de la clôture de phase se firent dans le domaine optique, il pressentit que cette technique aurait plus de potentiel en interférométrie radio. En 1958, il démontra son efficacité avec un interféromètre radio, mais sa technique ne se répandit que dans le cadre des longues bases radio à partir de 1974. Au moins trois antennes sont nécessaires. Cette méthode fut utilisée pour les premières expériences VLBI, et une variante (Self-Calibration) est encore utilisée aujourd'hui.

## Source
- (en) Cet article est partiellement ou en totalité issu de l’article de Wikipédia en anglais intitulé « Very Long Baseline Interferometry » (voir la liste des auteurs).

1. ↑  Philip Diamond, Huib van Langevelde, John Conway, « Astronomers Demonstrate a Global Internet Telescope », Press release, sur www.evlbi.org, Consortium for Very Long Baseline Interferometry in Europe, octobre 2004 (consulté le 8 septembre 2010)